# Hartselle, Alabama
Hartselle là một thành phố thuộc quận Morgan, tiểu bang Alabama, Hoa Kỳ. Dân số năm 2009 là 13955 người, mật độ đạt 331 người/km².